# 布朗德斯伯里公園站
布朗德斯伯里公園站（英語：Brondesbury Park station）是伦敦地上铁北伦敦线的一座车站，位于布朗德斯伯里公园，属于第2收费区，每小时有6对列车经过。

## 历史

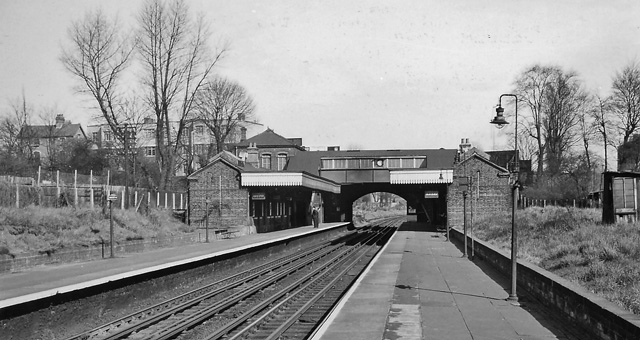
1961年的布朗德斯伯里公園站

位于威爾斯登交匯站至卡姆登路站（通过福音橡站）段的汉普斯特德交汇铁路于1860年开通，但最初在布朗德斯伯里以西并没有车站。1867年，该路线被伦敦和西北铁路吞并，但直到1908年6月1日，本站才开通使用。